# Iuri Línnik
Iuri Línnik (rus: Ю́рий Влади́мирович Ли́нник)  (Bila Tserkva, 21 de gener de 1915 - Sant Petersburg, 30 de juny de 1972) va ser un matemàtic soviètic.

## Vida i obra
Línnik va néixer a la ciutat ucraïnesa de Bila Tserkva, on els seus pares eren mestres. El 1926 la família es va traslladar a Leningrad on el seu pare va ser professor d'òptica a la universitat i a l'observatori de Pulkovo. El 1932 va ingressar a la universitat de Leningrad per estudiar física, però tres anys després es va canviar a matemàtiques, graduant-se el 1938. El 1940, després de fer el servei militar, va obtenir el doctorat i va començar a treballar a l'Institut Steklov de Matemàtiques. El 1941, amb la invasió alemanya, va ser voluntari a l'exèrcit roig, però va patir una distròfia i va ser evacuat a Kazan, evitant així el setge de Leningrad. A partir de 1944 i fins a la seva mort, va compaginar la feina a l'Institut Steklov de Matemàtiques amb un càrrec de professor a la universitat estatal.
Línnik va publicar deu llibres i més de dos-cents cinquanta articles científics. Els seus camps de treball van ser la teoria de nombres, la teoria de la probabilitat i l'estadística. En el primer d'aquests camps va introduir idees com la teoria ergòdica i el gran sedàs i va demostrar el teorema de densitat i el mètode de dispersió. En els altres camps, son notables els seus treballs sobre el teorema central del límit, sobre les lleis de descomposició de la probabilitat i sobre estadística multivariant.